# Corallium vanderbilti
Corallium vanderbilti är en korallart som beskrevs av David R. Boone 1933. Corallium vanderbilti ingår i släktet Corallium och familjen Coralliidae. Inga underarter finns listade i Catalogue of Life.